# Lista de distritos do Turquemenistão
Esta é uma lista dos distritos do Turquemenistão, separados por província:

## Ahal
- Abadan (*)
- Tejen (*)
- Akbugdaý
- Altyn Asyr
- Babadaýhan
- Baharly
- Gökdepe
- Kaka
- Ruhabat
- Sarahs
- Tejen

## Balkan
- Balkanabat (*)
- Bereket (*)
- Garabogaz (*)
- Gumdag (*)
- Hazar (*)
- Serdar (*)
- Türkmenbaşy (*)
- Bereket
- Esenguly
- Etrek
- Magtymguly
- Serdar
- Türkmenbaşy

## Daşoguz
- Daşoguz (*)
- Köneürgenç (*)
- Akdepe
- Boldumsaz
- Görogly
- Gubadag
- Gurbansoltan Eje
- Köneürgenç
- Ruhubelent
- Saparmyrat Nyýazow
- Saparmyrat Türkmenbaşy

## Lebap
- Magdanly (*)
- Seýdi (*)
- Türkmenabat (*)
- Atamyrat
- Beýik Türkmenbaşy
- Birata
- Döwletli
- Farap
- Galkynyş
- Garabekewül
- Garaşsyzlyk
- Halaç
- Hojambaz
- Köýtendag
- Magdanly
- Sakar
- Saýat
- Serdarabat
- Seýdi

## Mary
- Baýramaly (*)
- Mary (*)
- Altyn Sähra
- Baýramaly
- Ýolöten
- Garagum
- Mary
- Murgap
- Oguzhan
- Sakarçäge
- Serhetabat
- Tagtabazar
- Türkmengala
- Wekilbazar

(*)Cidades com status de distrito.